# ليسبريت
شركة ليسبريت المحدودة (باليابانية: 株式会社レスプリ، بالروماجي: Kabushiki gaisha Resupuri) هو استوديو رسوم متحركة ياباني، تأسس في ديسمبر عام 2016، ويقع مقره في نيشي-كو في يوكوهاما.

## أعمال الاستوديو

### مسلسلات أنمي تلفزيونية
| العنوان                       | المخرج            | تاريخ بداية العرض | تاريخ نهاية العرض | عدد الحلقات | المراجع |
| ----------------------------- | ----------------- | ----------------- | ----------------- | ----------- | ------- |
| How Clumsy you are, Miss Ueno | توموهيرو ياماناشي | 6 يناير 2019      | 24 مارس 2019      | 12          | [ 2 ]   |

### أفلام أنمي
| العنوان            | المخرج          | تاريخ العرض    | المراجع |
| ------------------ | --------------- | -------------- | ------- |
| Yes, No, or Maybe? | ماساهيرو تاكاتا | 11 ديسمبر 2020 | [ 3 ]   |

## وصلات خارجية
- الموقع الرسمي باللغة اليابانية
- ليسبريت على موقع ANN company (الإنجليزية)